# Mitreo di San Clemente

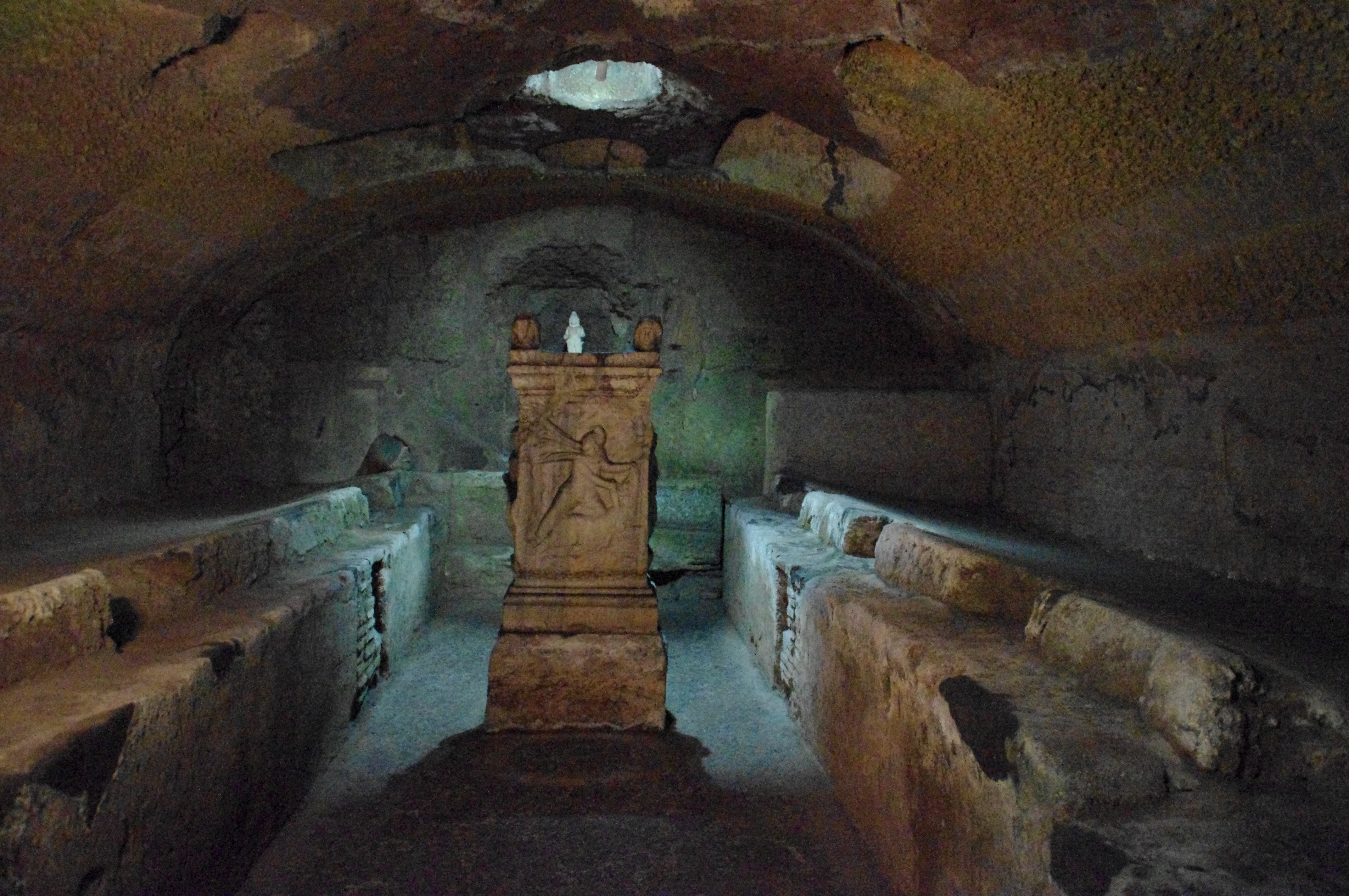
Altare del mitreo

Il Mitreo di San Clemente si trova al di sotto della basilica di San Clemente nella valle tra i colli Celio ed Esquilino a Roma.

## Scavi di San Clemente

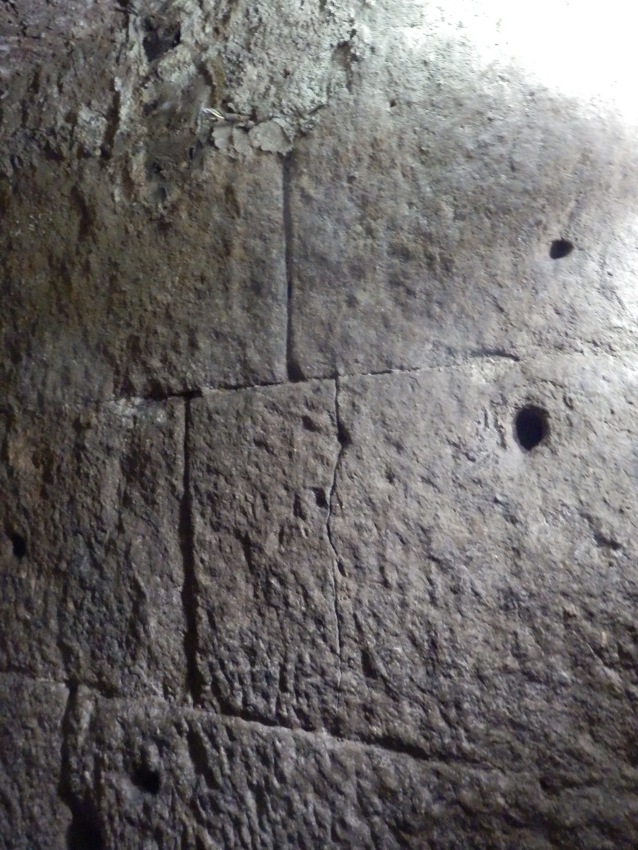
Muri in grossi blocchi di tufo

Al di sotto della basilica inferiore di San Clemente si trovano varie strutture romane. I resti più antichi sono quelli di un edificio a base rettangolare composti da muri in grossi blocchi di tufo. Il lato breve misurava 29,60 metri, mentre quello lungo, oltre una serie di piccoli ambienti, non è completamente scavato. Queste stanze, che si allineano sul muro esterno, sono larghe 4,30 metri e coperte da volta a botte in opera reticolata intervallata da laterizi (opera mista); nel senso della lunghezza sono tagliate dal muro di sostegno degli edifici soprastanti. In base alla tecnica edilizia questo edificio è databile all'inizio del I secolo a.C., prima del grande incendio del 64. Per Filippo Coarelli, queste stanze potrebbe essere una zecca, edificata dopo l'incendio della zecca del Campidoglio nell'anno 80. 
Alla seconda metà del II secolo d.C. risale una seconda abitazione, posta alla spalle della prima, della quale non si conosce l'ingresso. In quello che era il pianterreno si contano quattro file di stanze, due delle quali hanno la volta decorata da stucchi; quattro sono anche i corridoi che circondano un cortile interno; uno scalone porta al piano superiore del quale resta solo il muro orientale e qualche parete. Forse il pian terreno era già a un livello sotterraneo, per cui l'ingresso forse si trovava al primo piano, come sembra suggerire anche la presenza della volta a botte nell'edificio di tufo, che sorreggeva il pavimento a questo livello.

## Il Mitreo
Nel secondo quarto del III secolo il cortile della casa di epoca imperiale venne trasformato in mitreo: furono allora chiuse le porte che vi si affacciavano e venne creata una bassa volta a botte, col soffitto decorato da stelle, che alludono alla simbologia del mitraismo. In fondo venne creata una nicchia dove si trovava la statua del dio Mitra e venne collocato un'ara, ancora presente, con il Tauroctonia (il dio Mitra che sacrifica un toro cosmico che, morendo, dà vita all'universo) sul lato principale e i dadofori Cautes e Cautopates sui lati. Lungo le pareti si trovano i consueti banconi in muratura, dove sedevano i fedeli. Undici aperture nei muri simboleggiano i segni astrologici legati al culto misterico di Mitra, divinità sincretista iranico-babilonese, associata al sole.
Il santuario del dio Mitra fu scoperto nel 1861.

## Verso la basilica
Tra il 250 e il 275 si modificò quello che era il piano superiore, costruendo un edificio in laterizio che sul lato nord sfruttava le costruzioni più antiche. Non sono presenti muri divisori, quindi si trattava di una grande sala divisa in due o tre navate e con varie aperture laterali che conducevano all'esterno (anche se non direttamente sulla strada) o ad altri vani. Forse si tratta del primitivo titulus di San Clemente, citato nelle fonti. Nel corso del IV secolo l'aula venne trasformata nella basilica inferiore, ancora oggi visibile, creando un'abside, ponendo le due file di colonne, rifacendo le aperture finestrate e aggiungendo un portico esterno e alcune stanze di servizio, forse i pastoforia. Le proporzioni di larghezza notevole rispetto all'altezza fanno propendere per una datazione alta della basilica, al IV secolo, che sarebbe così la più antica basilica cristiana a tre navate conservatasi.